# Shahrak-e Cheshmeh
 Shahrak-e Cheshmeh  est un quartier de l’ouest de Téhéran, la capitale de l’Iran.